# Sikar
Sikar är en stad i delstaten Rajasthan i nordvästra Indien. Den är administrativ huvudort för distriktet Sikar och hade cirka 240 000 invånare vid folkräkningen 2011. 